# 曼代奥纳
曼代奥纳，是西班牙卡斯蒂利亚-拉曼恰瓜达拉哈拉省的一个市镇。总面积33平方公里，总人口425人（2001年），人口密度13人/平方公里。